# Purpurbröstad smaragd
Purpurbröstad smaragd (Polyerata rosenbergi) är en fågel i familjen kolibrier.

## Utseende
Purpurbröstad smaragd är sen smaragdgrön kolibri med tydligt vitt på undergumpen. Hanen har en blålila fläck på bröstet som hos honan är mindre eller saknas helt. Båda könen är rätt lika blåbröstad smaragd, men skiljs på den vita undergumpen.

## Utbredning och systematik
Fågelns utbredningsområde är lågland i västra Colombia och nordvästra Ecuador. Den behandlas som monotypisk, det vill säga att den inte delas in i några underarter.

### Släktestillhörighet
Arten placeras traditionellt i släktet Amazilia, men genetiska studier visar att arterna i släktet inte står varandra närmast. Den har därför flyttats till släktet Polyerata.

## Levnadssätt
Purpurbröstad smaragd hittas i fuktiga skogar i låglänta områden och förberg. Den påträffas vanligen i skogsbryn eller gläntor, på vissa ställen även vid kolibrimatningar.

## Status
Arten har ett stort utbredningsområde och beståndet anses vara stabilt. Internationella naturvårdsunionen IUCN listar den därför som livskraftig (LC).